# Campomarino
Campomarino é uma comuna italiana da região do Molise, província de Campobasso, com cerca de 7.889 habitantes. Localizada no litoral, banhada pelo Mar Adriático.

## Geografia
Estende-se por uma área de 76 km², tendo uma densidade populacional de 85 hab/km². Faz fronteira com Chieuti (FG), Guglionesi, Portocannone, San Martino in Pensilis, Termoli.

## Demografia
| Variação demográfica do município entre 1861 e 2011                               |
|                                                                                   |
| Fonte: Istituto Nazionale di Statistica (ISTAT) - Elaboração gráfica da Wikipedia |